# ウフ・アン・ムーレット

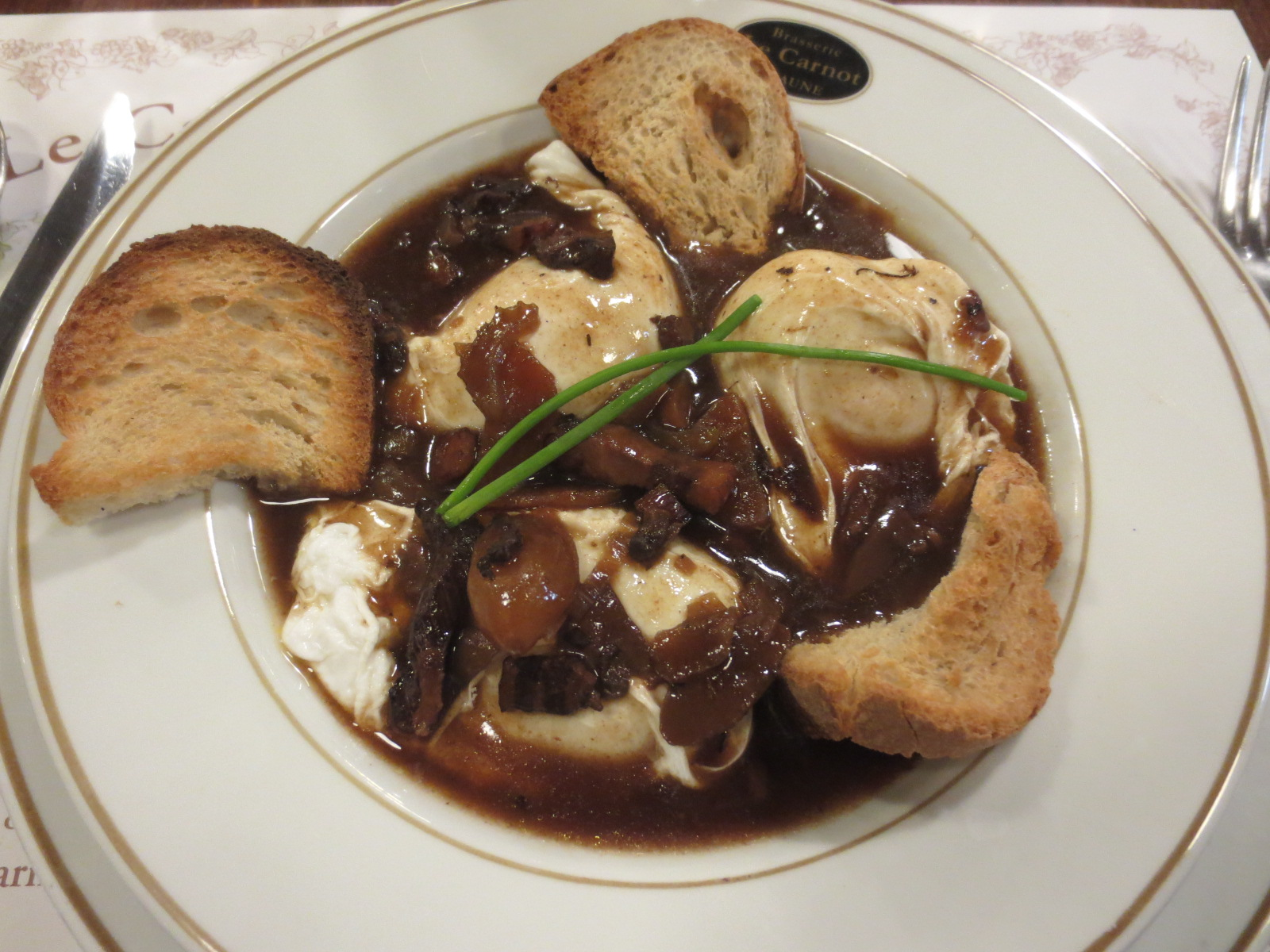
ウフ・アン・ムーレットとトースト

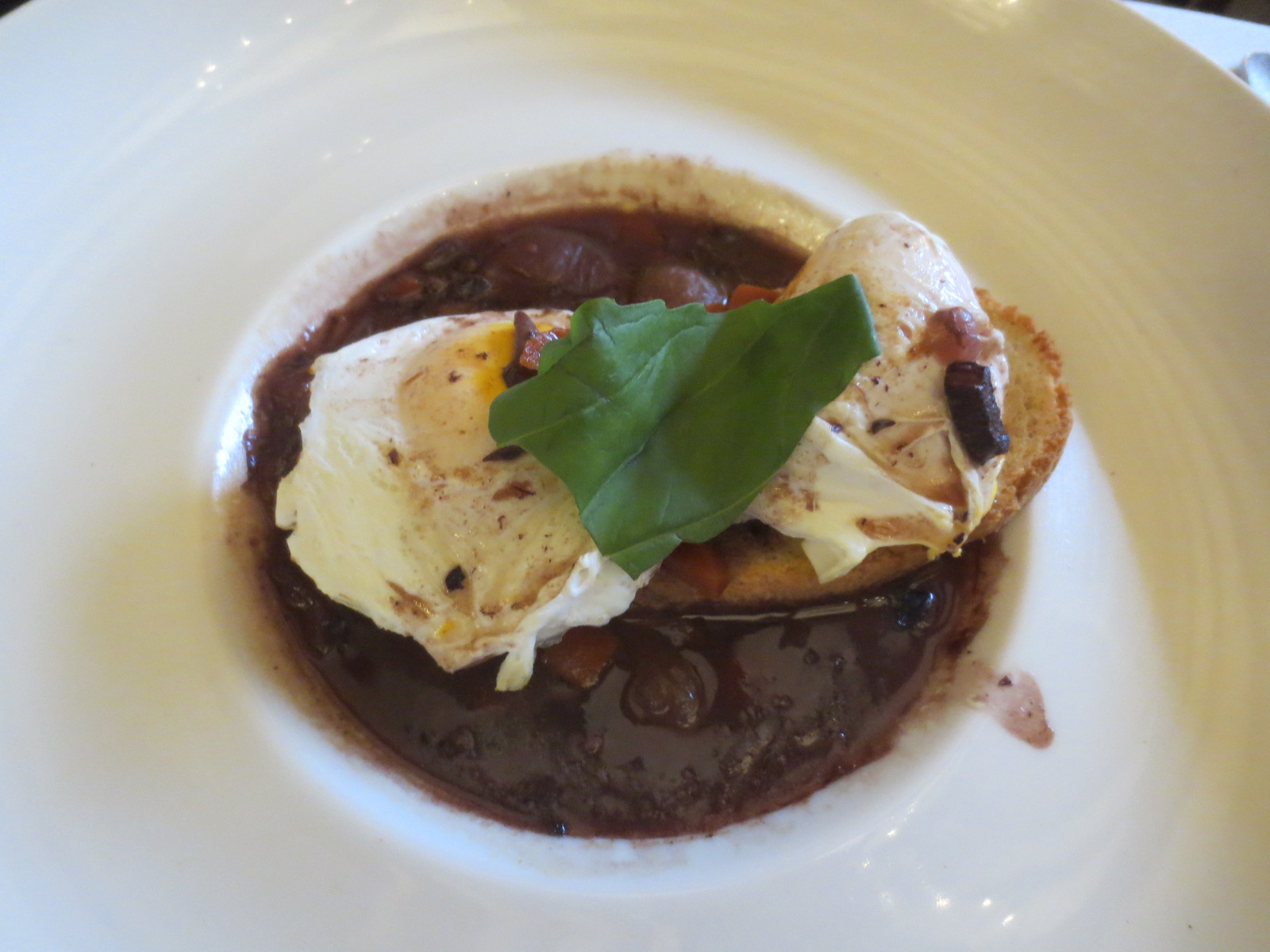
トーストにのせる例

ウフ・アン・ムーレット、ウ・アン・ムーレット（フランス語: œufs en meurette）は、フランスのブルゴーニュ地方の名物卵料理。赤ワインのソースでつくる、ポーチドエッグの一種である。名称の「ウフ」(œuf)は卵のことで、複数形(œufs)の場合は「ウ」と発音するが、本項の料理を日本語表記する場合はフランス観光開発機構の日本語サイトでも「ウフ」とカタカナがあてられるケースが見られる。ムーレットはこの地方の料理法およびその手法で作られる料理そのものを指す語で、淡水魚などを食材として使った赤ワイン煮込みのこと。
ベーコン、タマネギをバターで炒めてから、赤ワインとともにブーケガルニを投入し煮ることでソースを作る。この際ニンニクを入れるのもありで、20分ほど煮たらベーコンは取り出し、漉す。この煮汁でポーチドエッグを作る要領で、塩およびコショウで味をととのえる。
煮汁ごとポーチドエッグを深皿によそい、ベーコンものせて供される。ガーリックトーストにポーチドエッグをのせ、そこに煮汁をかけ、ベーコンを散らすという盛り付けも見られる。